# Bonifacio I del Monferrato
Bonifacio I di Tessalonica (1150 – 1207), figlio terzogenito del marchese Guglielmo V degli Aleramici e di Giuditta di Babenberg, fu marchese del Monferrato, succedendo al fratello Corrado morto assassinato nel 1192, e fondatore del Regno di Tessalonica e suo primo re, dal 1204 alla morte.

## Biografia

### Giovinezza
Poco si conosce dei primi anni della sua vita. Secondo alcuni, verso il 1182, anno in cui è certo fosse lontano dal Monferrato, sarebbe potuto essere in Liguria, terra nella quale si dovrebbero collocare le sue epiche gesta cavalleresche cantate dal trovatore provenzano Rambaldo di Vaqueiras che racconterà le sue avventure rimanendo alla corte di Bonifacio per gran parte della vita.
Bonifacio fu membro del Consiglio di Reggenza creato da Umberto III di Savoia per il giovane figlio Tommaso. Era il 4 marzo 1189. Nel 1190 il marchese, insieme al conte di Savoia, prestavano l'omaggio feudale ad Enrico VI, imperatore per il quale Bonifacio svolse numerosi incarichi tanto da venire ricompensato con l'acquisizione di alcuni feudi nel 1191.

### Ascesa al marchesato
Il 19 novembre 1191 Ottone del Carretto gli vendette la signoria di Albissola; il 5 luglio 1192 il marchese Berengario di Busca gli concesse parte di Cossano Belbo e di Loreto; Corrado e il padre Guglielmo V erano intanto morti: Bonifacio rimasto unico erede della dinastia monferrina, nel 1192 divenne marchese.
Rimasto fedele a Enrico VI, trascorse diversi mesi a fianco dell'imperatore in Germania, il quale gli concesse il feudo di Alessandria; nel 1194 capitanò una spedizione navale imperiale che conquistò Gaeta e che aveva come mira la conquista della Sicilia orientale. Fu al seguito di Enrico il giorno della sua incoronazione a Palermo, il 25 dicembre, seguendolo poi nella spedizione di ritorno e ritornando in Monferrato nel 1196, ove si introdusse pienamente nelle guerre comunali dell'Italia settentrionale del periodo.
Ottenuta infatti arbitrariamente dall'imperatore la cittadinanza astigiana, veniva imposta l'assistenza militare degli albesi; ma con la morte di Enrico VI gli astigiani, stretta un'alleanza con Alessandria, si rivoltarono a Bonifacio occupando Castello D'Annone.
A giugno 1199 Bonifacio si vide costretto ad allearsi con Asti, Alessandria, Vercelli, Milano e Piacenza per partecipare ad una spedizione in Alta Lombardia.

### Partecipazione alle Crociate
Bonifacio venne chiamato, nell'estate 1201, a sostituire Tebaldo III di Champagne, comandante della quarta crociata, morto poco prima. Dopo essersi recato a Parigi per discutere con Filippo II Augusto, verso settembre Bonifacio I accettò il comando della spedizione crociata, tornando da quel momento solo occasionalmente in Monferrato, tanto quanto poteva bastare per sistemare le spinose faccende con Alba, Asti e Alessandria, e viaggiando invece molto per ultimare le preparazioni della Crociata, che doveva partire da Venezia.
Assunto il nominale comando della spedizione crociata, Bonifacio I non partecipò al sacco di Zara (città contro la quale si svolse il primo attacco dei Cristiani Crociati). Il motivo è ignoto, ma forse si può ipotizzare che il marchese fosse rimasto a Venezia per trattare con Filippo di Svevia o con Alessio Angelo, figlio dell'imperatore di Bisanzio, che avrebbe avuto un importante ruolo per la decisione di saccheggiare, nel 1204, la stessa capitale dell'Impero d'Oriente. Infatti, accolta la proposta di Alessio, il 20 aprile, insieme al doge Enrico Dandolo, Bonifacio salpò verso il grosso della flotta cristiana, ancorata a Corfù, con l'obiettivo di dirigersi verso Costantinopoli.
Il Papa per questo atto scomunicò i crociati nel 1203.
Rovesciato l'usurpatore Alessio III, gli assedianti incoronarono Alessio Angelo quale Alessio IV Angelo.
La situazione mutò velocemente: i bizantini non potevano far fronte alle richieste dei crociati e una rivolta causò la morte di Alessio IV e la proclamazione di Alessio V detto il Murzuflo. I veneziani si accordarono allora con gli altri capi crociati per spartirsi l'Impero: saccheggiata la stessa Costantinopoli, dopo l'usurpazione del trono nel 1204, Bonifacio venne salutato come nuovo imperatore.
La scelta del Marchese aleramico venne però osteggiata dai veneziani, timorosi del potere che poteva avere un parente dell'imperatore Filippo e alleato di Genova, optarono quindi per Baldovino di Fiandra; richiedendo allora invano che gli venisse riconosciuta la sovranità sui territori asiatici, Bonifacio conquistò Didimotico e assediò Adrianopoli. Per impedire una guerra interna tra i crociati, il doge e gli altri capi convennero nell'affidare al marchese di Monferrato la Macedonia meridionale, tra Mosinopoli e Tessalonica. Da quel momento, Bonifacio I divenne re di Tessalonica. In ogni caso, viste le sue pretese su Creta, Bonifacio mantenne anche il titolo nominale di "Re di Creta".
Instaurato un governo in Macedonia, Bonifacio si spinse verso la Tessaglia e vi catturò Alessio III, che mandò in esilio in Monferrato: l'ex imperatore venne imprigionato nell'abbazia di Lucedio presso Trino.
Scese verso sud, arrivando fino ad Atene e Tebe, occupando in seguito anche Corinto: tutti i territori da lui conquistati vennero dati in affidamento ai suoi compagni d'arme.

### Morte
Mentre stava assediando Nauplia gli arrivò la notizia che a Tessalonica era scoppiata una ribellione: in tutta fretta tornò sui suoi passi, venendo però a scoprire che la rivolta era già stata sedata. Nella fortezza di Tessalonica si era rinchiusa Maria, sua moglie, dalla quale era nato il figlio Demetrio.
Spaventato dalla minaccia dei Bulgari, che già avevano attaccato Tessalonica durante la ribellione, decise di creare un fronte crociato contro di essi: messosi a capo della spedizione, insieme ad Enrico di Fiandra, Bonifacio venne ucciso mentre era di ritorno da un'incursione sui monti Rodopi nel territorio bulgaro, presso Mosinopoli, il 4 settembre 1207.
Il regno di Tessalonica passò alla moglie Maria e al figlio Demetrio.

## Arte
Bonifacio I fu descritto, come già detto, dal poeta Rambaldo di Vaqueiras, uno dei suoi principali cantori di allora. Insieme a lui, anche altri personaggi, quali Peire Vidal, Gaucelm Faidit o Bertran de Born trovarono in Bonifacio un rappresentante dell'etica cavalleresca da loro celebrata, e il marchese seppe coltivare con attento mecenatismo questa sua immagine.
Certo è che Rambaldo di Vaquieras combatté al seguito di Bonifacio in più occasioni, come da lui stesso raccontato, seguendolo anche in Oriente durante le Crociate. Dal 1207, anno della morte del marchese, si perdono le tracce del poeta provenzale, anche se la data della sua morte sembra posteriore. Alcuni, tuttavia, ritengono che lo stesso Rambaldo sia morto a fianco di Bonifacio durante l'assalto dei Bulgari.
Tra le epiche gesta di cui Bonifacio I viene fatto padre, ci sono quelle compiute in Liguria, salvando principesse (tra le quali si ricorda Giacobina, cui il marchese avrebbe evitato un matrimonio non desiderato) e combattendo contro soldataglie e briganti.

## Matrimoni e discendenza
Bonifacio sposò in prime nozze Elena del Bosco (1145 – 1204) dalla quale ebbe:
- Guglielmo (1173 – 1225), suo successore come marchese del Monferrato;
- Beatrice (ca.1180 Salonicco - ) andata in sposa a Enrico III del Carretto.
- Agnese (1187 – 1207/8), andata sposa nel 1207 ad Enrico di Fiandra.

Nel 1204 a Costantinopoli sposò la vedova di Isacco II Angelo, Margherita d'Ungheria, figlia del re Bela III d'Ungheria dalla quale ebbe un figlio:
- Demetrio (1205 - 1230), re di Tessalonica

## Considerazioni
Alla morte di Bonifacio I, il figlio Guglielmo decise di abbandonare le mire espansionistiche in Oriente. Nel 1224 Teodoro Ducas sconfisse il fratellastro di questi, Demetrio e riprese Tessalonica.
Questo atteggiamento arrendevole scatenò le ire dei trovatori provenzali, che imbastivano i loro racconti sulle imprese eroiche in Oriente e che erano poco ispirati dalle vicissitudini monferrine, circoscritte nel piccolo territorio e di scarso rilievo.
Dalla data della morte di Bonifacio si dissolsero quindi il potere dei Monferrato in Terrasanta, il Regno di Tessalonica e la corte, insieme ai suoi poeti. Gli Aleramici rimasero circoscritti ai soli confini del loro marchesato piemontese, tornando alla ribalta soltanto alla fine del Duecento con la figura di Guglielmo VII.

## Ascendenza
|                            |                          |                            | Genitori              |  |  | Nonni |  |  | Bisnonni                    |  |  | Trisnonni                |  |
|                            |                          |                            |                       |  |  |       |  |  | Guglielmo IV del Monferrato |  |  | Ottone II del Monferrato |  |
|                            |                          |                            |                       |  |  |       |  |  | Guglielmo IV del Monferrato |  |  | Ottone II del Monferrato |  |
|                            |                          | Costanza di Savoia         |                       |  |  |       |  |  | Guglielmo IV del Monferrato |  |  |                          |  |
| Ranieri I del Monferrato   |                          |                            |                       |  |  |       |  |  | Guglielmo IV del Monferrato |  |  |                          |  |
|                            |                          | Otta di Agliè              | Tibaldo di Agliè      |  |  |       |  |  |                             |  |  |                          |  |
|                            |                          | Otta di Agliè              | Tibaldo di Agliè      |  |  |       |  |  |                             |  |  |                          |  |
|                            |                          | Otta di Agliè              | …                     |  |  |       |  |  |                             |  |  |                          |  |
| Guglielmo V del Monferrato |                          | Otta di Agliè              |                       |  |  |       |  |  |                             |  |  |                          |  |
|                            |                          | Guglielmo I di Borgogna    | Rinaldo I di Borgogna |  |  |       |  |  |                             |  |  |                          |  |
|                            |                          | Guglielmo I di Borgogna    | Rinaldo I di Borgogna |  |  |       |  |  |                             |  |  |                          |  |
|                            |                          | Guglielmo I di Borgogna    | Alice di Normandia    |  |  |       |  |  |                             |  |  |                          |  |
| Gisella di Borgogna        |                          | Guglielmo I di Borgogna    |                       |  |  |       |  |  |                             |  |  |                          |  |
|                            |                          | Stefania di Borgogna       | …                     |  |  |       |  |  |                             |  |  |                          |  |
|                            |                          | Stefania di Borgogna       | …                     |  |  |       |  |  |                             |  |  |                          |  |
|                            |                          | Stefania di Borgogna       | …                     |  |  |       |  |  |                             |  |  |                          |  |
| Bonifacio I del Monferrato |                          | Stefania di Borgogna       |                       |  |  |       |  |  |                             |  |  |                          |  |
|                            | Leopoldo II di Babenberg | Ernesto di Babenberg       |                       |  |  |       |  |  |                             |  |  |                          |  |
|                            | Leopoldo II di Babenberg | Ernesto di Babenberg       |                       |  |  |       |  |  |                             |  |  |                          |  |
|                            | Leopoldo II di Babenberg | Adelaide di Eilenburg      |                       |  |  |       |  |  |                             |  |  |                          |  |
| Leopoldo III di Babenberg  | Leopoldo II di Babenberg |                            |                       |  |  |       |  |  |                             |  |  |                          |  |
|                            |                          | Ida di Formbach-Ratelnberg | Rapoto IV di Cham     |  |  |       |  |  |                             |  |  |                          |  |
|                            |                          | Ida di Formbach-Ratelnberg | Rapoto IV di Cham     |  |  |       |  |  |                             |  |  |                          |  |
|                            |                          | Ida di Formbach-Ratelnberg | Matilde               |  |  |       |  |  |                             |  |  |                          |  |
| Giuditta di Babenberg      |                          | Ida di Formbach-Ratelnberg |                       |  |  |       |  |  |                             |  |  |                          |  |
|                            |                          | Enrico IV di Franconia     | Enrico III il Nero    |  |  |       |  |  |                             |  |  |                          |  |
|                            |                          | Enrico IV di Franconia     | Enrico III il Nero    |  |  |       |  |  |                             |  |  |                          |  |
|                            |                          | Enrico IV di Franconia     | Agnese di Poitou      |  |  |       |  |  |                             |  |  |                          |  |
| Agnese di Waiblingen       |                          | Enrico IV di Franconia     |                       |  |  |       |  |  |                             |  |  |                          |  |
|                            |                          | Berta di Savoia            | Oddone di Savoia      |  |  |       |  |  |                             |  |  |                          |  |
|                            |                          | Berta di Savoia            | Oddone di Savoia      |  |  |       |  |  |                             |  |  |                          |  |
|                            |                          | Berta di Savoia            | Adelaide di Susa      |  |  |       |  |  |                             |  |  |                          |  |
|                            |                          | Berta di Savoia            |                       |  |  |       |  |  |                             |  |  |                          |  |